# Ondřej Pála
Ondrej Pala (en checo:Ondřej Pála) (20 de septiembre de 1984, Praga, República Checa) es un exboxeador profesional de peso pesado que ha ganó 33 de sus 38 peleas entre 2005 y 2014.